# 萨克森大街 (里昂)
萨克森大街（Avenue du Maréchal de Saxe）是一条位于法國里昂第三区和里昂第六区的寬闊道路。它得名于元帅赫尔曼-莫里斯。
这条大街开始于甘贝塔街，结束于拉斐特街，非常繁忙，是里昂第三区的主要街道之一，两旁种植悬铃木，街道两边大多是19世纪的美丽建筑，建筑物的门上常有雕塑和装饰品。
这也是一条购物街，两边大多是服装和食品商店，书店，餐厅，诊所等。 

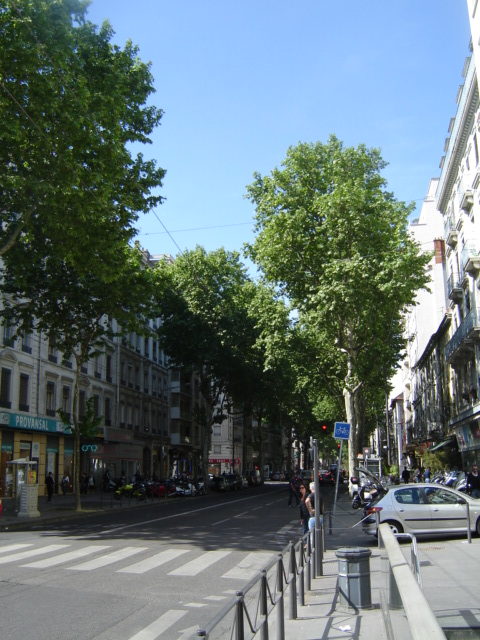